# Ньютон, Честер
Честер Уиллард «Чет» Ньютон (англ. Chester Willard "Chet" Newton ); 18 сентября 1903,  Кэнби, Орегон, США  — 11 мая 1966, Орегон-Сити, Орегон, США; — американский борец вольного стиля, серебряный призёр Олимпийских игр  

## Биография
Во время спортивной карьеры представлял на американских соревнованиях штат Орегон и команду  Multnomah AC. Он никогда не был чемпионом страны, но был включен в национальную команду для участия в олимпийских играх: в категории допускалось до двух участников от страны. 
На Летних Олимпийских играх 1924 года в Париже выступал в полулёгком весе, где титул оспаривали 17 борцов. 
Чет Ньютон успешно дошёл до финала, где встретился со своим непобедимым соотечественником Робином Ридом, у которого Ньютон (впрочем, как и все другие) до этого ни разу не выигрывал. Рид даже тренировал Ньютона некоторое время, но затем Ньютон отказался переходить в клуб, предложенный Ридом (у которого был денежный интерес в этой сделке), и в результате у борцов возникла неприязнь друг к другу. Кроме того, эта афера стоила Риду места тренера. Ньютон закономерно проиграл и перешёл в турнир за второе место. В турнире за второе место Чет Ньютон победил и завоевал серебряную медаль игр. 
См. таблицу турнира.  
Погиб в автокатастрофе в 1966 году.
Член Зала спортивной славы Орегона (1980) и Зала спортивной славы Орегонского университета (1991) 